# Olha Mykolaivna Kovalova
Olha Mykolaivna Kovalova (tiếng Ukraina: Ольга Миколаївна Ковальова; sinh ngày 18 tháng 3 năm 1942, Sarapul) là một nhà khoa học Ukraina. Bà có học vị Tiến sĩ khoa học Y học và học hàm Giáo sư. Bà là thành viên chính thức của Hội Tim mạch học châu Âu. Bà là Giáo sư Khoa Y học cơ sở Nội khoa số 1 - Nguyên tắc cơ bản về đạo đức sinh học và an toàn sinh học tại Đại học Y Quốc gia Kharkiv. Bà là Nhân vật Khoa học và Công nghệ Ukraina được vinh danh.

## Tiểu sử
Olha Mykolaivna Kovalova sinh ngày 18 tháng 3 năm 1942 tại thành phố Sarapul thuộc Cộng hòa Udmurtia, Cộng hòa Xã hội chủ nghĩa Xô viết Liên bang Nga trong một gia đình có cha kỹ sư, mẹ là bác sĩ phẫu thuật trong quân đội và sau này là nhà trị liệu.
Năm 1959, bà tốt nghiệp trung học danh dự và theo học tại Viện Y Kharkiv. Bà là cựu sinh viên của nhiều nhà khoa học nổi tiếng, trong đó có Giáo sư Liubov Trokhymivna Mala.
Năm 1965, bà tốt nghiệp loại xuất sắc tại Viện Y Nhà nước Kharkiv.
Từ năm 1965 đến năm 1968, bà công tác tại Bệnh viện thành phố Kharkiv số 3.
Từ năm 1968 đến năm 1970, bà được đào tạo trở thành bác sĩ nội trí tại Khoa Nội khoa của Trường Y thuộc Viện Y Kharkiv. Tại đây, bà đã thực hiện các công trình nghiên cứu dưới sự hướng dẫn của Giáo sư M. I.  Shtelmakha. Sau khi hoàn thành chương trình đào tạo bác sĩ nội trú, bà được giữ lại làm trợ lý tại khoa.
Năm 1975, bà bảo vệ luận án Phó tiến sĩ về "Đặc thù liên quan đến tuổi của glycosaminoglycan và lipid máu trong xơ vữa động mạch vành".
Năm 1980, bà được phong hàm phó giáo sư.
Từ năm 1984 đến năm 1986, bà là nghiên cứu viên cấp cao tại viện.
Năm 1989, bà hoàn thành và bảo vệ luận án Tiến sĩ khoa học về "Phân tích lâm sàng, dịch tễ học và di truyền học về cấu trúc của bẩm chất tăng huyết áp động mạch".
Năm 1990, bà được trao bằng Tiến sĩ khoa học Y học. Năm 1992, bà được phong hàm Giáo sư khoa Nội khoa.
Năm 1991, bà được thuyên chuyển giữ chức trưởng khoa Y học cơ sở Nội khoa số 1 tại Trường Y của viện.
Năm 2000, bà được bầu làm thành viên chính thức của Hội Tim mạch học châu Âu (F.E.S.C.) như một ghi nhận đối với những thành tựu của bà.

## Hoạt động khoa học
Trong 23 năm giữ chức trưởng các khoa tại Đại học Y Quốc gia Kharkiv, bà là người cố vấn luận án cho 32 Phó tiến sĩ và 5 Tiến sĩ khoa học.
Giáo sư Kovaleva là người sáng lập Trung tâm Chẩn đoán và Điều trị Tăng huyết áp động mạch. Trung tâm hoạt động từ năm 2002 đến 2016 với tư cách trực thuộc bệnh viện nội trú của Bệnh viện lâm sàng thành phố Kharkiv số 11.
Bà là người khởi xướng và đồng tác giả soạn thảo và xuất bản các đầu sách giáo khoa được Bộ Y tế và Bộ Giáo dục và Khoa học Ukraina phê duyệt như: Nhập môn Nội khoa (tiếng Ukraina: Пропедевтика внутрішньої медицини), Nhiệm vụ luận trong y học (tiếng Ukraina: Деонтологія в медицині), Chăm sóc người bệnh (tiếng Ukraina: Догляд за хворими), được viết bằng tiếng Ukraina, tiếng Anh và tiếng Nga. Bà là người sáng lập bộ môn "Nguyên tắc cơ bản về đạo đức sinh học và an toàn sinh học" tại Đại học Y Quốc gia Kharkiv và là người khởi xướng việc đổi tên khoa thành "khoa Y học cơ sở Nội khoa số 1 - Nguyên tắc cơ bản về đạo đức sinh học và an toàn sinh học" từ năm 2012.
Bà đã dẫn đầu hoạt động giảng dạy bộ môn mới tại khoa. Sách giáo khoa cho bộ môn đã được bộ Y tế và Bộ Giáo dục và Khoa học Ukraina phê chuẩn. Các sách hướng dẫn về phương pháp luận cũng đã được phát hành.

## Giải thưởng
Năm 2001, Viện Hàn lâm Khoa học Y tế Ukraina đã trao tặng Olha Mykolaivna Kovalova huân chương Viện sĩ M. D. Strazheska "Vì thành tích trong lĩnh vực y tế" vì những thành tựu cá nhân của bà trong việc phát triển khoa học y tế và phòng ngừa, chẩn đoán và điều trị các bệnh tim mạch.
Năm 2007, bà được trao danh hiệu nhân vật Khoa học và Công nghệ Ukraina được vinh danh.

## Công trình khoa học

### Chuyên khảo
- О. Н. Ковалева, Т. В. Ащеулова (2003). Фактор некроза опухолей-α. Клиническое исследование активности при артериальной гипертензии. Kharkiv: Оригинал. tr. 172.
- О. Н. Ковалева, Т. Н. Амбросова (2003). Патогенез и лечение тромбоцитарных нарушений в кардиологии. Kharkiv: Торнадо. tr. 80. ISBN 966-635-440-3.
- О. Н. Ковалева, С.А. Шаповалова (2005). Фармакотерапия гипертонической болезни (PDF). Kharkiv. tr. 136.{{Chú thích sách}}:  Quản lý CS1: địa điểm thiếu nhà xuất bản (liên kết)
- О. Н. Ковалева, В. Н. Лесовой, Т. Н. Амбросова, Н. И. Питецкая (2006). О. Н. Ковалева, В. Н. Лесовой (biên tập). Биоэтические аспекты клинической практики и научных исследований. Kharkiv: Торнадо. tr. 95.{{Chú thích sách}}:  Quản lý CS1: nhiều tên: danh sách tác giả (liên kết)[liên kết hỏng]
- О. Н. Ковалева та ін. (2007). Цитокины: общебиологические и кардиальные эффекты. Kharkiv. tr. 226. ISBN 978-966-2046-01-4.{{Chú thích sách}}:  Quản lý CS1: địa điểm thiếu nhà xuất bản (liên kết)
- О. М. Біловол, О. М. Ковальова, С. С. Попова, О. Б. Тверетінов (2009). Ожиріння в практиці кардіолога та ендокринолога. Тернопіль: Укрмедкнига. tr. 620. ISBN 978-966-673-132-9.{{Chú thích sách}}:  Quản lý CS1: nhiều tên: danh sách tác giả (liên kết)
- О. Н. Ковалева, Т. В. Ащеулова, Т. Н. Амбросова (2009). Морфо-функциональные изменения сердца при ожирении. Kharkiv: Новое слово. tr. 151. ISBN 978-966-2046-72-4.{{Chú thích sách}}:  Quản lý CS1: nhiều tên: danh sách tác giả (liên kết)
- О. Н. Ковалева, А. В. Демиденко (2010). Механизмы формирования и методы коррекции эндотелиальной дисфункции при артериальной гипертензии. Kharkiv: Новое слово. tr. 158.
- О.Н. Ковалева, С.В. Виноградова (2010). Антигипертензивные, метаболические и органопротекторные эффекты телмисартана. Kharkiv. tr. 134.{{Chú thích sách}}:  Quản lý CS1: địa điểm thiếu nhà xuất bản (liên kết)
- О. М. Ковальова та ін. (2011). Серцево-судинний ризик: стратифікація, патогенез, прогноз (PDF). Kharkiv: Раритети України. tr. 223. ISBN 978-966-2408-39-3.
- О. М. Ковальова та ін. (2014). Біомаркери кардіоваскулярного ризику при артеріальній гіпертензії. Kharkiv: Планета-прінт. tr. 165. ISBN 978-617-7229-03-1.
- О. М. Ковальова, Д. О. Микитенко. Медичні та етичні аспекти генетичного тестування і консультування. — Kyiv: МНТУ, 2020—194 tr. — ISBN 978-617-7783-84-7.

### Sách hướng dẫn
- O. Kovalyova (2001). Medical ethics. Kharkov. tr. 128.{{Chú thích sách}}:  Quản lý CS1: địa điểm thiếu nhà xuất bản (liên kết)
- О.Н. Ковалева, Н.А. Сафаргалина-Корнилова (2005). Диагностика заболеваний системы крови (PDF). Kharkiv: ЧФ "Антиква". tr. 140.
- О.Н. Ковалева, Н.А. Сафаргалина-Корнилова, Т.Н. Амбросова (2005). Диагностика заболеваний органов дыхания (PDF). Kharkiv: ЧФ "Антиква". tr. 134.{{Chú thích sách}}:  Quản lý CS1: nhiều tên: danh sách tác giả (liên kết)
- О.Н. Ковалева, С.А. Шаповалова, Н.Н. Герасимчук (2005). Комбинированная терапия артериальной гипертензии (PDF). Hướng dẫn tham khảo cho bác sĩ đa khoa-y học gia đình, nhà trị liệu, bác sĩ tim mạch, thực tập sinh. Kharkiv: ЧФ "ПЛЕЯДА". tr. 48. ISBN 966-8922-01-8.{{Chú thích sách}}:  Quản lý CS1: nhiều tên: danh sách tác giả (liên kết)
- О.Н. Ковалева, Н.А. Сафаргалина-Корнилова, Н.И. Питецкая (2005). Эталонная модель истории болезни (расспрос, объективное исследование и синдромальная диагностика) (PDF). Kharkiv: ЧФ "Антиква". tr. 94.{{Chú thích sách}}:  Quản lý CS1: nhiều tên: danh sách tác giả (liên kết)
- О.М. Ковальова, В.М. Лісовий, С.І. Шевченко, Т.В. Фролова (2015). Догляд за хворими (практика) (ấn bản thứ 3). Kyiv: ВСВ «Медицина». tr. 488. ISBN 978-617-505-439-0.{{Chú thích sách}}:  Quản lý CS1: nhiều tên: danh sách tác giả (liên kết)
- О.М. Ковальова, Н.А.Сафаргаліна-Корнілова (2010). Пропедевтика внутрішньої медицини. Kyiv: ВСВ «Медицина». tr. 720. ISBN 978-617-505-094-1.
- О.Н. Ковалева., Н.А.Сафаргалина-Корнилова (2013). Пропедевтика внутренней медицины. Kyiv: ВСИ «Медицина». tr. 752. ISBN 978-617-505-502-1.
- О.Н. Ковалева, В.Н. Лесовой, С.И. Шевченко, Т.В. Фролова (2014). Уход за больными (практика). Kyiv: ВСИ «Медицина». tr. 432. ISBN 978-617-505-304-1.{{Chú thích sách}}:  Quản lý CS1: nhiều tên: danh sách tác giả (liên kết)
- О.М Ковальова, Н.А. Сафаргаліна-Корнілова, Н.М. Герасимчук. (2015). Деонтологія в медицині. Kyiv: ВСВ «Медицина». tr. 488. ISBN 978-617-505-439-0.{{Chú thích sách}}:  Quản lý CS1: nhiều tên: danh sách tác giả (liên kết)
- О.Н. Ковалева, В.Н. Лесовой, Т.Н. Амбросова, В.И. Смирнова (2015). Основы биоэтики и биобезопасности. Kyiv: ВСИ «Медицина». tr. 424. ISBN 978-617-505-440-6.{{Chú thích sách}}:  Quản lý CS1: nhiều tên: danh sách tác giả (liên kết)
- О.Н. Ковалева, Н.А. Сафаргалина-Корнилова, Н.Н. Герасимчук (2017). Деонтология в медицине. Kyiv: ВСИ «Медицина». tr. 240. ISBN 978-617-505-565-6.{{Chú thích sách}}:  Quản lý CS1: nhiều tên: danh sách tác giả (liên kết)
- О.М. Ковальова, В.М. Лісовий, Т.М. Амбросова, В.І. Смирнова (2017). Основи біоетики та біобезпеки (ấn bản thứ 2). Kyiv: ВСВ «Медицина». tr. 392. ISBN 978-617-505-592-2.{{Chú thích sách}}:  Quản lý CS1: nhiều tên: danh sách tác giả (liên kết)
- Kovalyova O.N., Ashcheulova T.V. (2017). Propedeutics to internal medicine. Part 1: Diagnostics. Quyển 1 . Вінниця: Нова Книга. tr. 424. ISBN 978-966-382-642-4.
- Kovalyova O.N., Ashcheulova T.V. (2017). Propedeutics to internal medicine Part 2: Syndromes and diseases. Quyển 1 (ấn bản thứ 3). Вінниця: Нова Книга. tr. 264. ISBN 978-966-382-643-1.
- O.M. Kovalyova, V.N. Lesovoy, S.I. Shevchenko (2018). Patient care (practical course) . Kyiv: AUS Medicine Publishing. tr. 320. ISBN 978-617-505-651-6.{{Chú thích sách}}:  Quản lý CS1: nhiều tên: danh sách tác giả (liên kết)